# Direkt aktion
Direkt aktion är en typ av utomparlamentarisk politisk arbetsmetod som kort kan beskrivas som handling utan ombud. Den innebär att en organisation eller individ går till handling för att uppnå sina mål, utan att förlita sig på att politiker eller andra ställföreträdande maktmänniskor skall göra det åt en.
En direkt aktion kan till exempel vara en strejk, sabotage av en industriell tillverkningskedja, maskning på jobbet, en demonstration, en blockad, eller en husockupation. Olika former av direkt aktion (exempelvis att demonstrera) kan förklaras olagliga (av staten), men huruvida den enskilda handlingen i sig är laglig eller ej påverkar alltså inte huruvida den kan klassas som direkt aktion.
Direkt aktion har historiskt använts i alla slags sociala frihetsrörelser, i Sverige främst av fackförenings- och fredsrörelserna (exempelvis Nätverket Ofog och Plogbillsrörelsen), men också av utomparlamentariska vänstern (inklusive anarkister) och högerextrema rörelser.